# Wetzikon
Wetzikon är en stad och kommun  i distriktet Hinwil i kantonen Zürich, Schweiz. Kommunen har 26 462 invånare (2023).
I kommunen finns ortsdelarna Robenhausen, Kempten, Oberwetzikon, Unterwetzikon, Ettenhausen, Robank och Medikon. Stadens kommersiella centrum ligger i Oberwetzikon och järnvägsstationen Wetzikon ligger i Unterwetzikon.